# Termeno sulla Strada del Vino
Tramin tiếng Ý: Termeno sulla Strada del Vino; tiếng Đức: Tramin an der Weinstraße; Archaic (855AD): Traminno; tiếng Latin: Terminus) là một đô thị ở tỉnh Bolzano-Bozen trong vùng Trentino-Alto Adige/Südtirol của Ý, có vị trí cách khoảng 35 km về phía đông bắc của thành phố Trento và khoảng 20 km về phía tây nam thành phố Bolzano. Tại thời điểm ngày 31 tháng 12 năm 2004, Tramin có dân số 3.194 người và diện tích là 19,4 km².
Đô thị Tramin có các frazioni (các đơn vị cấp dưới, chủ yếu là các làng) Rungg (Ronco) và Söll (Sella).
Tramin giáp các đô thị: Amblar, Kaltern an der Weinstraße, Coredo, Kurtatsch an der Weinstraße, Neumarkt, Montan, Auer, Sfruz và Vadena.

## Đô thị kết nghĩa
Rödermark, từ năm 1978
 Mindelheim, từ năm 1994
 Schwaz, từ năm 1998